# Mons-en-Barœul
Mons-en-Barœul is een gemeente in het Franse Noorderdepartement (Frans: département du Nord) (regio Hauts-de-France). De gemeente telde op 1 januari 2022 21.368 inwoners en maakt deel uit van het arrondissement Rijsel. Mons-en-Barœul grenst in het westen aan Rijsel en is helemaal vergroeid met de verstedelijking van de grootstad.

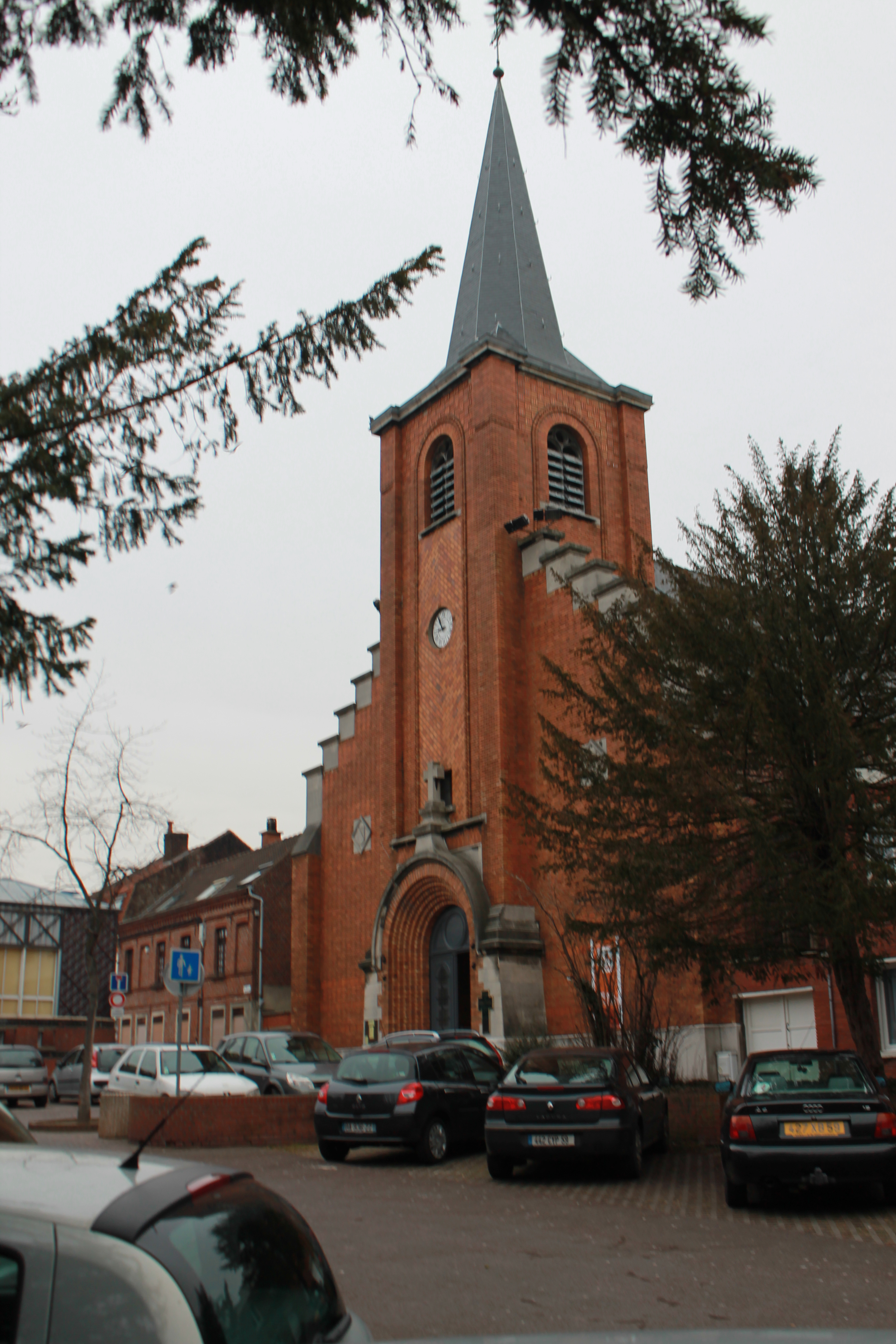
Église Saint-Pierre

## Geschiedenis
De naam betekent Berg op de Barœul. De plaats bleef tot in de 19de eeuw een landelijk gebied met verspreide hoeves, doorsneden door de weg van Rijsel naar Roubaix. In 1844 werd het kerkelijk een parochie. Na de Tweede Wereldoorlog werd de gemeente sterk verstedelijkt.

## Geografie
De oppervlakte van Mons-en-Barœul bedroeg op 1 januari 2022 2,88 vierkante kilometer; de bevolkingsdichtheid was toen 7.419,4 inwoners per km².

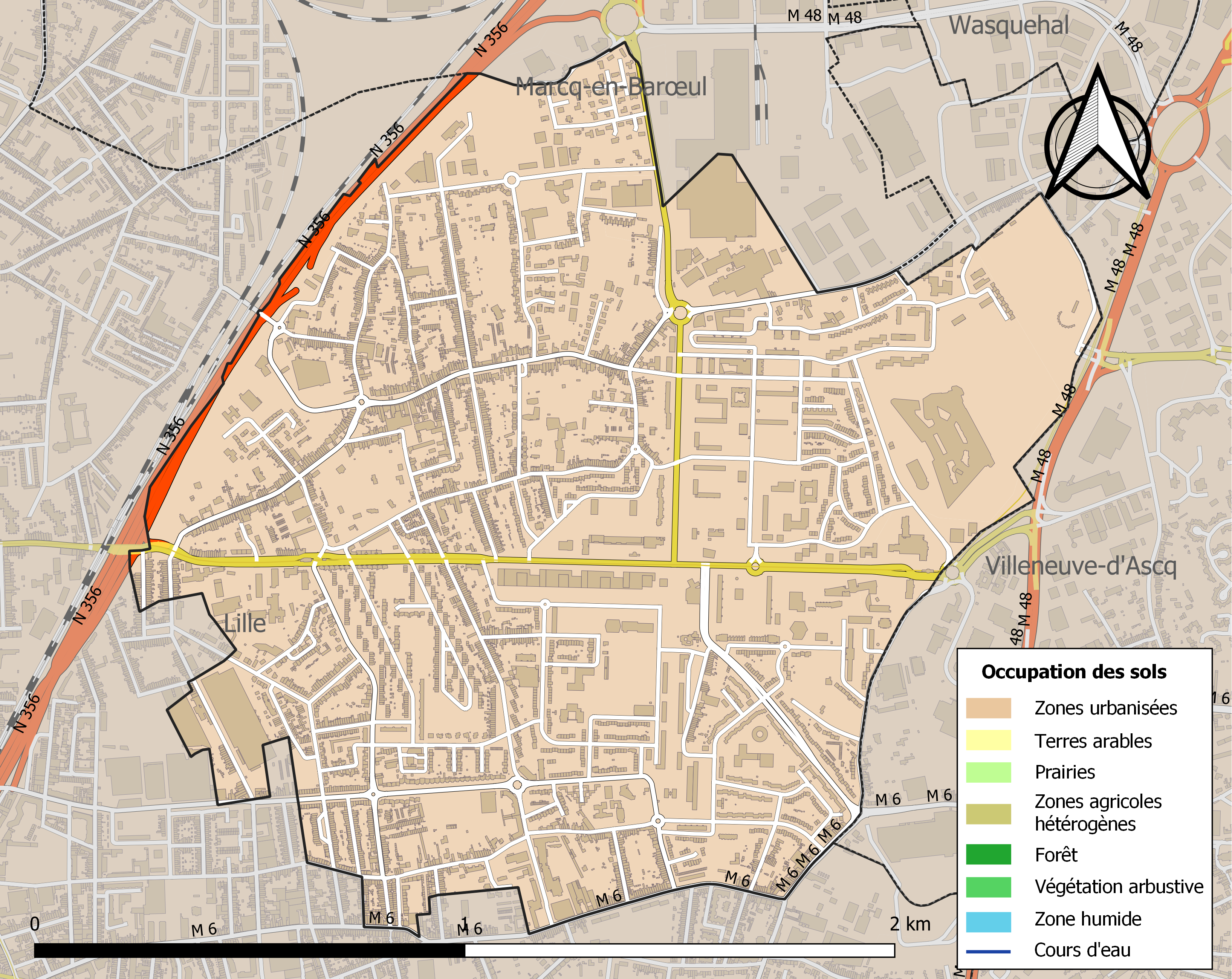
Kaart van de gemeente met belangrijkste infrastructuur, bodemgebruik en omliggende gemeenten

## Bezienswaardigheden
- De Église Saint-Pierre
- De moderne Église Saint-Jean-Bosco van Jean Willerval uit 1962
- De vesting Fort de Mons-en-Baroeul [2]

## Demografie
Onderstaande figuur toont het verloop van het inwonertal (bron: INSEE-tellingen).

## Geboren in Mons-en-Baroeul
- Michel Butor (1926-2016), schrijver en essayist (nouveau roman)
- Laurent Desbiens (1969), wielrenner